# جنگل‌زدایی و تغییر اقلیم

شاخص یکپارچگی چشم‌انداز جنگلی که تغییرهای انسانی در جنگل‌های بازمانده را نشان می‌دهد

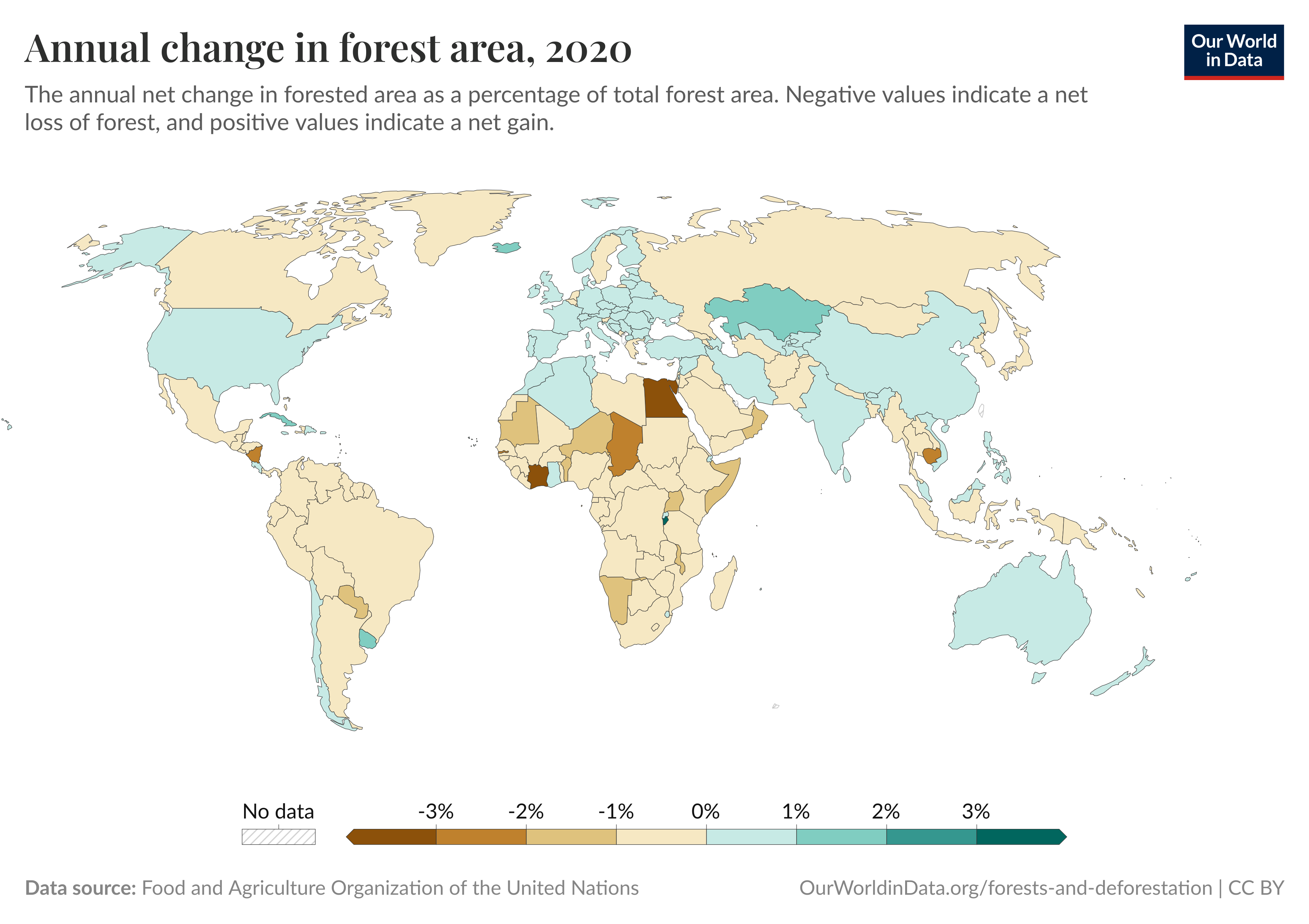
نرخ خالص تغییر مساحت جنگل در هر کشور در سال ۲۰۲۰

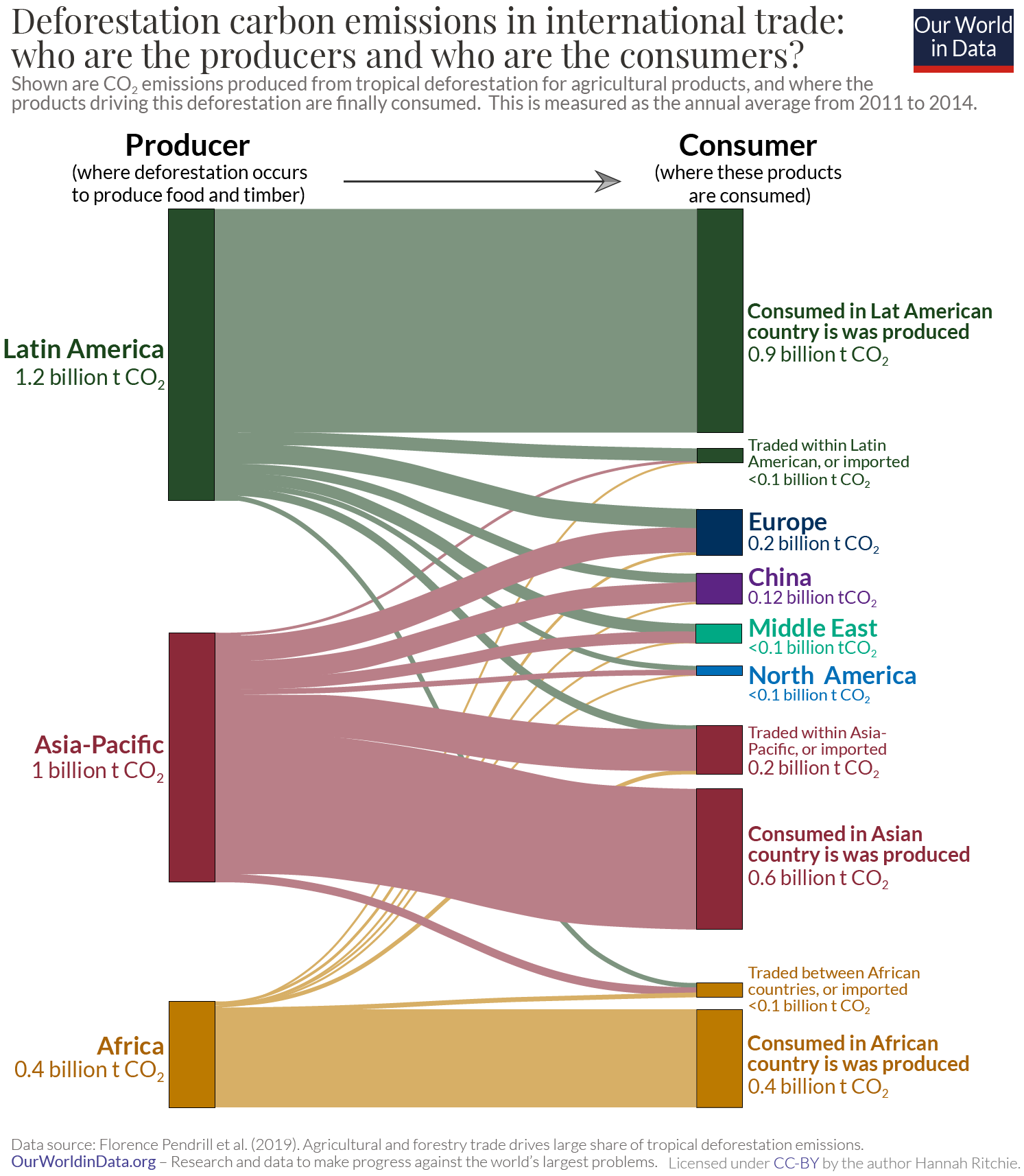
جنگل‌زدایی مناطق استوایی - که به عنوان میانگین سالانه بین سال‌های ۲۰۱۰ و ۲۰۱۴ در نظر گرفته شده‌است - مسئول ۲٫۶ میلیارد تن در سال بود. این ۶٫۵ درصد از جهانی بود. تجارت بین‌المللی مسئول حدود یک سوم (۲۹٪) از انتشار بود. بیشترین انتشار - ۷۱٪ - از غذاهای مصرف شده در کشور تولیدشده (تقاضای داخلی) ناشی می‌شود.

جنگل‌زدایی عامل اصلی تغییرات آب و هوایی است. تغییرهای کاربری زمین، به ویژه در قالب جنگل‌زدایی، دومین منبع بزرگ انسانی انتشار دی‌اکسید کربن اتمسفر، پس از احتراق سوخت‌های فسیلی است. گازهای گلخانه‌ای در هنگام احتراق زیست‌توده جنگل و تجزیه مواد گیاهی باقیمانده و کربن خاک منتشر می‌شود. مدل‌های جهانی و فهرست‌های ملی گازهای گلخانه‌ای نتایج مشابهی را برای انتشار جنگل‌زدایی به دست می‌دهند. تا تاریخ ۲۰۱۹، جنگل زدایی مسئول حدود ۱۱ درصد از انتشار گازهای گلخانه‌ای در جهان است. انتشار کربن ناشی از جنگل زدایی مناطق گرمسیری در حال افزایش است. دگرگونی سرزمین ذغال سنگ نارس نیز سبب انتشار گازهای گلخانه‌ای می‌شود. جنگل‌های در حال رشد یک مخزن کربن با پتانسیل اضافی برای کاهش اثرات تغییر آب و هوا هستند. برخی از اثرات تغییر آب و هوایی، مانند آتش‌سوزیهای بیشتر، ممکن است جنگل‌زدایی را افزایش دهد. جنگل‌زدایی به شکل‌های مختلفی رخ می‌دهد: آتش‌سوزی جنگلی، پاکسازی کشاورزی، دامداری، و قطع درختان برای چوب و غیره. اکثریت قریب به اتفاق فعالیت‌های کشاورزی که سبب جنگل‌زدایی می‌شود از درآمد مالیاتی دولت حمایت می‌شود. جنگل‌ها ۳۱ درصد از مساحت زمین را پوشش می‌دهند و سالانه ۷۵۷۰۰ کیلومتر مربع (۱۸٫۷ میلیون هکتار) از جنگل از بین می‌رود. طبق گزارش موسسه منابع جهان، از بین رفتن جنگل‌های استوایی اولیه از سال ۲۰۱۹ تا ۲۰۲۰ ۱۲ درصد افزایش داشته‌است. جنگل‌زدایی انبوه همچنان جنگل‌های استوایی، تنوع زیستی و خدمات بوم‌سازگان آن‌ها را تهدید می‌کند. منطقه اصلی نگرانی جنگل‌زدایی در جنگل‌های بارانی استوایی است زیرا آنها خانه اکثریت تنوع زیستی سیاره هستند.

## اثرات جنگل‌زدایی بر وضعیت تغییر اقلیم
طبق یک بررسی، درموقعیت ۵۰ درجه شمالی، جنگل‌زدایی در مقیاس بزرگ منجر به خنک شدن هوا می شود. اما جنگل زدایی در مناطق استوایی منجر به گرم شدن قابل توجه، نه فقط به دلیل تأثیرات CO2، بلکه به دلیل اینکه مکانیسم‌های بیوفیزیکی کربن محور را کم‌اثر میکند، می‌گردد. جنگل‌زدایی برگشت‌ناپذیر منجر به افزایش دائمی دمای سطح جهانی می‌شود. این نشاندهنده این است که جنگل‌های استوایی ایستاده، به خنک شدن میانگین دمای جهانی بیش از ۱ درجه سانتی‌گراد کمک می‌کنند. علاوه بر این جنگل‌زدایی از جنگل‌های استوایی ممکن است خطر ایجاد نقطه‌های عطف سامانه اقلیمی و فروپاشی اکوسیستم جنگلی را ایجاد کند که این خود میتواند تغییرات آب و هوایی را به دنبال داشته باشد.